# NGC 5805
NGC 5805 (PGC 53435 lub PGC 214349) – zwarta galaktyka znajdująca się w gwiazdozbiorze Wolarza. Odkrył ją 3 kwietnia 1854 roku R. J. Mitchell – asystent Williama Parsonsa. Galaktyka ta ma małego towarzysza. Niektóre katalogi i bazy obiektów astronomicznych (np. SIMBAD) błędnie podają, że NGC 5805 to galaktyka PGC 53381.